# Somerset
|  | Aquest article tracta sobre el comtat d'Anglaterra. Vegeu-ne altres significats a «Somerset (desambiguació)». |

Somerset (pronunciat /ˈsʌmərsɛt/) és un comtat d'Anglaterra. Limita amb Gloucestershire al nord-oest, Dorset al sud-est i Devon al sud-oest. La costa entre el canal de Bristol i l'estuari del Severn marca la frontera nord, de cara a la mar d'Irlanda, mentre que al sud, el riu Avon és la frontera amb Gloucestershire. El paisatge és eminentment rural: hi ha granges dedicades als productes làctics —el formatge de Cheddar té denominació d'origen protegida—, conreus de pomeres i una important tradició de l'artesania del vímet. La capital del comtat ha variat al llarg dels anys i actualment és Tauton. Una de les poblacions destacades és Bath, que està declarada patrimoni de la humanitat per la UNESCO. L'entorn natural és també força interessant, hi ha més de 100 indrets en la que tenen la designació de llocs d'especial interès científic (SSSI). El parc natural d'Exmoor atreu molts visitants.
El comtat cerimonial de Somerset està administrat pel Consell del Comtat de Somerset que inclou cinc districtes (àrea del comtat no metropolità: Mendip, Sedgemoor, Somerset Sud, Taunton Deane i Somerset Oest) i dues autoritats unitàries (Bath i Somerset Nord-est  i Somerset Nord).

## El nom
La paraula Somerset deriva d'un terme en anglès antic Sumorsǣte, que era la forma escurçada de Sumortūnsǣte, i que volia dir «la gent de Sumortūn» (Somerton). El primer ús conegut de la paraula Somersæte està en el codi legal del rei Ine de Wessex (688-726), això fa de Somerset un dels districtes administratius més antics del món que encara existeixen. Una explicació alternativa és que el nom deriva de l'expressió Seo-mere-saetan, que voldria dir «els pobladors dels llacs marins».
El nom antic del comtat apareix en el lema de l'escut heràldic Sumorsǣte ealle, que vol dir «tota la gent de Somerset». Adoptada el 1911, aquesta expressió procedeix de la Crònica anglosaxona, on està escrit que el rei Alfred comptava amb el suport de tota la gent de Somerset en la lluita per salvar Wessex dels invasors vikings.
La convivència de les cultures celtobritona i anglosaxona és present en la toponímia, per exemple, en un document de l'any 682 es parla del Creechborough Hill de la següent manera: «el turó que els britans anomenen Cructan i els anglosaxons diuen Crychbeorh. Hi ha noms de llocs que tenen un origen brità, com Tarnock, mentre que altres combinen elements d'ambdues cultures com Pen Hill.

## Història

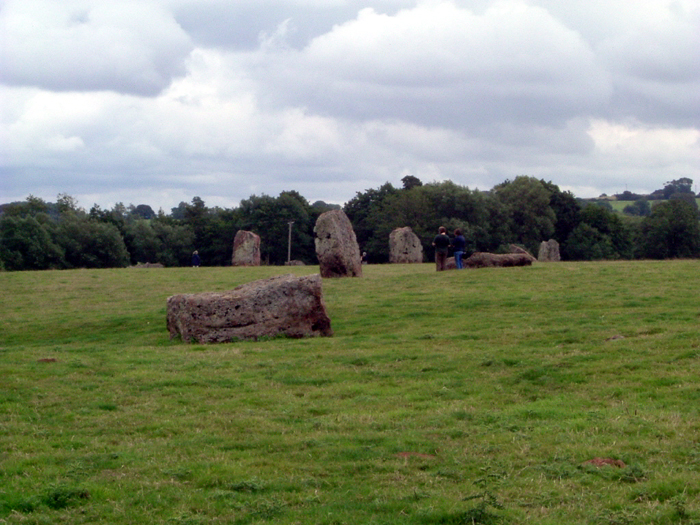
Cercle de Stanton Dew

Aquesta zona va estar poblada des de la Prehistòria. Hi ha un monument megalític del tipus henge, anomenat el cercle de Stanton Drew que es creu que data del Neolític i devia ser un territori molt transitat, ja que s'han trobat les restes d'un camí, el Sweet Track fet entre el 3807 aC i el 3806
aC.
La Legió II Augusta va ocupar aquest territori; d'aquesta època se'n conserven restes significatives com el temple de Chew Stoke, una vil·la a High Ham, i les termes de la ciutat de Bath. Quan els romans van abandonar la zona els anglosaxons van establir el control i van crear el regne de Wessex. Els governants d'aquest regne van fer servir en alguna ocasió el palau de Cheddar per les reunions de la witenagemot. El territori estava organitzat en 40 hundreds:
- Abdick and Bulstone
- Andersfield
- Bath Forum
- Bempstone
- Brent-cum-Wrington
- Bruton
- Cannington
- Carhampton
- Catsash
- Chew
- Chewton
- Crewkerne
- Frome
- Glaston Twelve Hides
- Hampton
- Hartcliffe
- Horethorne
- Houndsborough
- Huntspill and Puriton
- Keynsham
- Kilmersdon
- Kingsbury
- Martock
- Milverton
- North Curry
- North Petherton
- Norton Ferris
- Pitney
- Portbury
- Somerton
- South Petherton
- Stone
- Taunton Deane
- Tintinhull
- Wellow
- Wells Forum
- Whitley
- Whitstone
- Williton and Freemanners
- Winterstoke

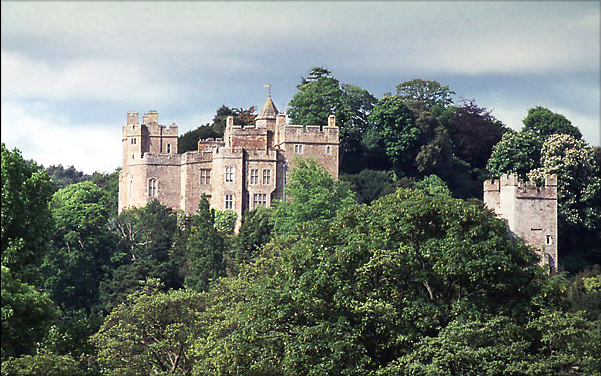
Castell de Dunster

Després de la conquesta normanda, el comtat va quedar dividit en 700 feus i grans àrees van passar a ser propietat de la corona. Per assegurar el control del territori s'hi van construir diversos castells, el més destacat el de Dunster.

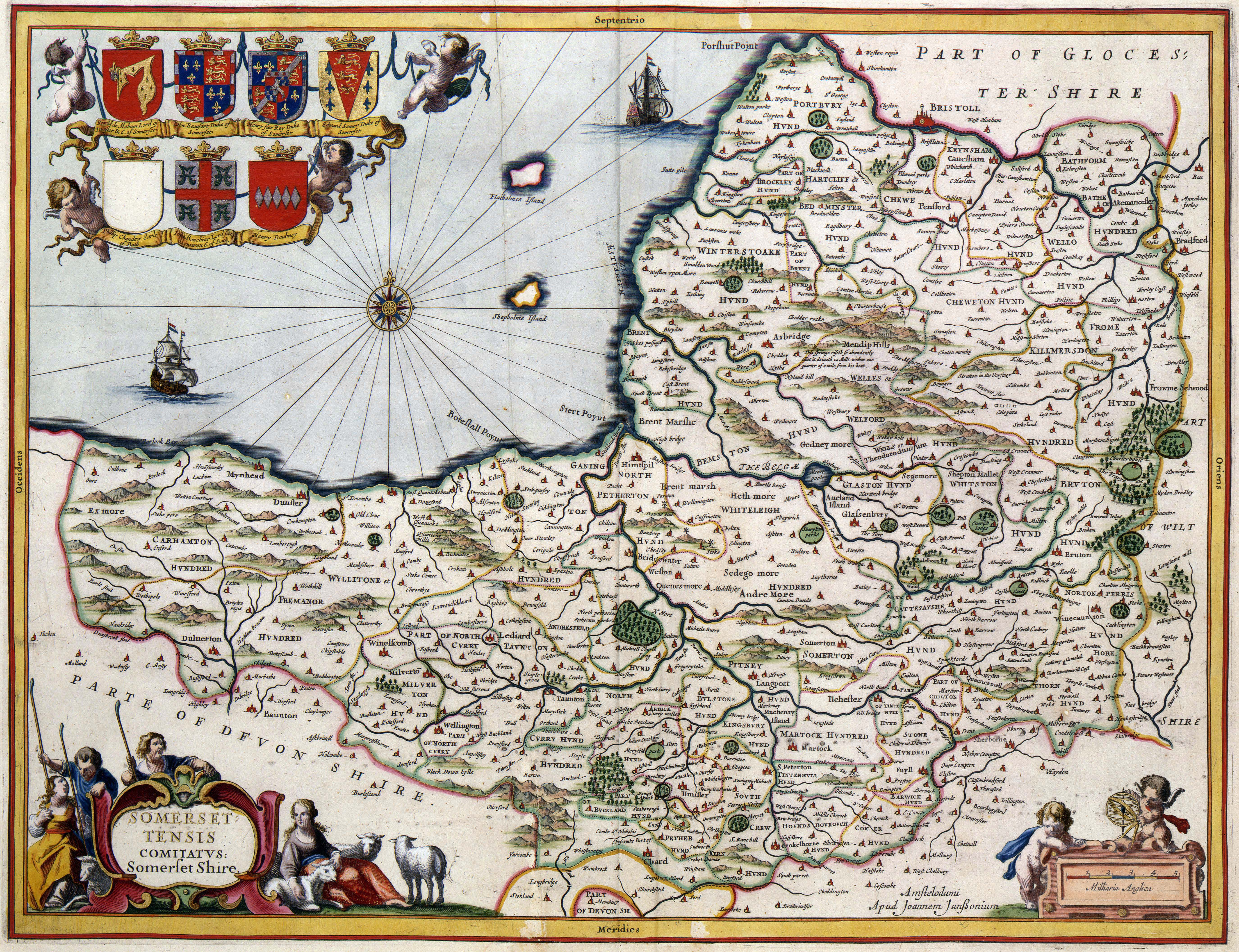
Mapa de Somerset el 1646.

Les fronteres de Somerset han romàs sense alteracions des de l'època medieval. El riu Avon era la frontera amb Gloucestershire, excepte en el hundred de Bath Forum, que era a l'altra banda del riu. Bristol va començar sent una vila del comtat de Gloucestershire, a la vora de l'Avon, però va créixer i es va estendre cap a l'altre marge del riu, en territori de Sommerset. L'any 1373 el rei Eduard III va proclamar que la vila de Bristol amb els seus suburbis i extensions estaria a partir de llavors separada dels comtats de Gloucester i Somerset formant un comtat per ella mateixa.
Actualment l'extrem nord de Somerset (a tocant dels comtats de Bristol i Gloucestershire) està delimitat per la riba sud de l'Avon des del canal de Bristol, que voreja la part sud d'àrea urbanitzada de Bristol, fins que segueix el curs superior de l'Avon i divergeix del riu incloent la vila de Bath i abans d'arribar a Wiltshire passant pel costat de Three Shire Stones, en el camí del Fosse Way a Batheaston.
El comtat cerimonial de Somerset està administrat pel Consell del Comtat de Somerset que inclou cinc districtes (àrea del comtat no metropolità) i dues autoritats unitàries. Els cinc districtes són: West Somerset, South Somerset, Taunton Deane, Mendip, i Sedgemoor. Les dues autoritats unitàries van ser establertes l'1 d'abril del 1996, després d'haver eliminat el comtat d'Avon, i són: North Somerset, i Bath amb North East Somerset.
Aquestes dues autoritats unitàries ja formaven part de Somerset abans de la creació del comtat d'Avon el 1974, un comtat que aplegava els territoris de Bristol i rodalia d'aquesta ciutat dins del nord de Somerset i el sud de Gloucestershire. Per la seva part, Bath ja tenia una relativa independència administrativa, amb categoria de borough, des que el 1889 es van reorganitzar els comtats anglesos.
L'any 2007, va sorgir la proposta d'abolir els cinc consells de districte i aplegar-los sota una sola oficina, creant una autoritat única que aplegués el territori d'aquests cinc, però va ser rebutjada per l'oposició local. West Somerset és el districte més poblat; el setembre del 2016, els consells de West Somerset i Taunton Deane van acordar fusionar-se en un sol, prèvia consulta mitjançant referèndum als dos ajuntaments. Està previst fer efectiu això l'1 d'abril del 2019, quan al maig es facin les primeres eleccions per als membres del nou consell. El nou districte no serà una autoritat unitària sinó que estarà inclòs dins de l'administració del comtat.

## Geografia
El paisatge de Somerset depèn força de la geologia subjacent. Hi ha zones de pedra calcària, carst i liàssic al nord; d'argila, valls i aiguamolls al centre; oòlits a l'est i al sud, i material del Devonià amb pedra sorrenca a l'oest.Hi ha més de 100 indrets en la geografia de Somerset que tenen la designació de llocs d'especial interès científic (SSSI).

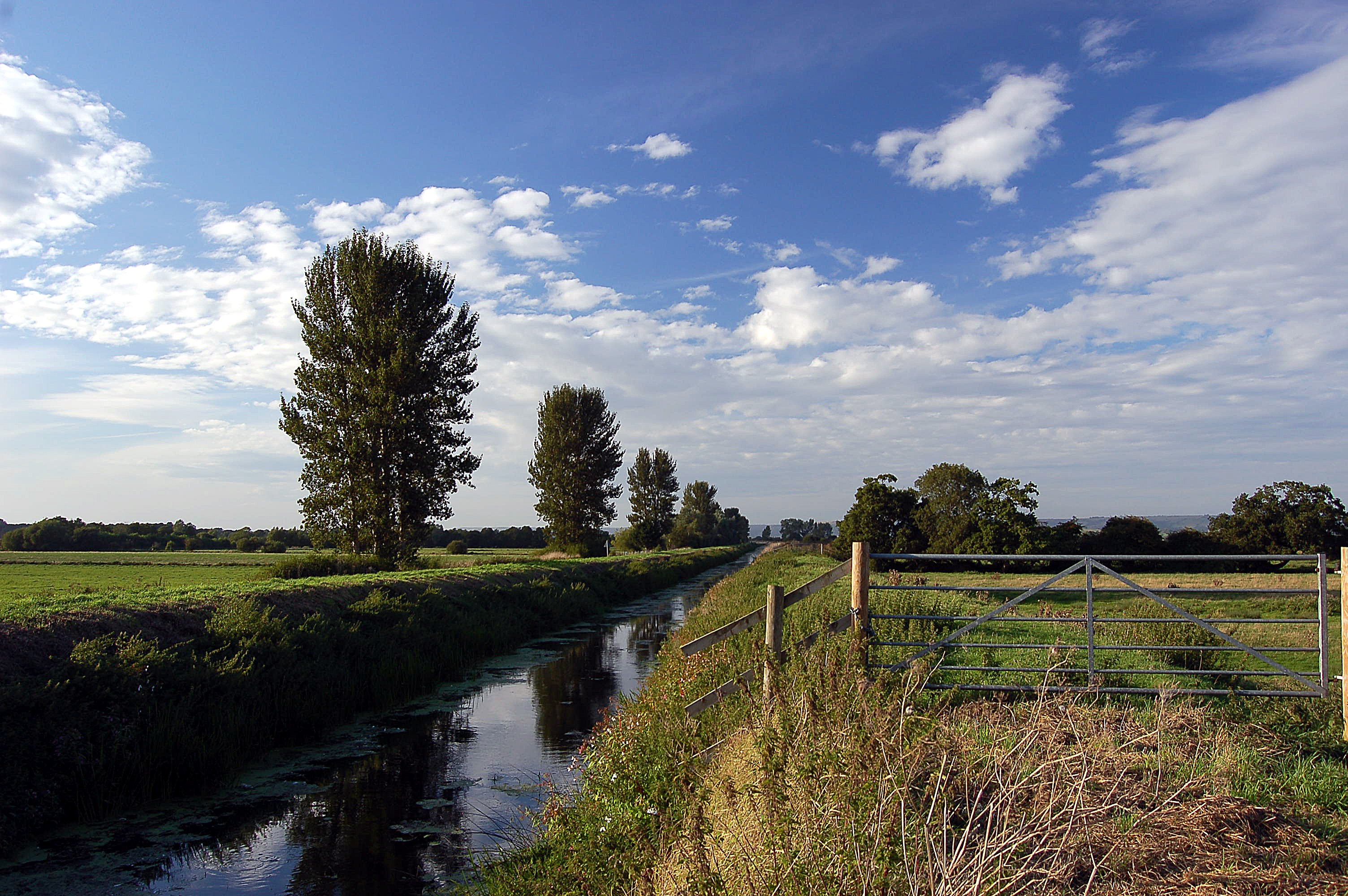
Canal del riu Brue per regar camps de conreu a prop de Glastonbury.

Al nord-est de la zona d'aiguamolls anomenada Somerset Levels, estan els Mendips uns turons de pedra calcària i d'alçada moderada. El centre i l'oest dels Mendips és una àrea que va ser declarada el 1972 d'especial bellesa natural (AONB) i abasta 198 km². El paisatge dominant en aquests turons són les pastures alcalines però també hi ha terres dedicades a l'agricultura. Al sud-oest dels Somerset Levels estan els Quantock Hills, que va ser la primera àrea en rebre la denominació AONB l'any 1956, i que està configurada per bruguerars, boscos de roures, antics prats i plantacions de coníferes en una zona de 99 km². Els camps de carbó de Somerset són part d'una gran zona de dipòsits de carbó que inclou Gloucestershire. Al nord dels Mendips està la vall del Chew i, al sud, en el substrat d'argila hi ha àmplies valls on les granges dedicades als productes làctics porten el bestiar a pasturar; aquestes valls drenen l'aigua de pluja cap als aiguamolls dels Somerset Levels.

### Rius
Hi ha una extensa xarxa de coves, com la de Wookey Hole, rius subterranis i gorges, com la de Cheddar i la d'Gorja d'Ebbor. Pel comtat passen molts rius: l'Axe, el Brue, el Cary, el Parrett, el Sheppey, el Tone i el Yeo. Els dos darrers drenen les terres planes dels aiguamolls i els erms del centre i l'oest de Somerset. Al nord del comtat el riu Chew desemboca en el riu Avon de Bristol. El riu Parrett està sotmès a l'acció de les marees des de Langport, on es van trobar les restes de dos desembarcadors d'època romana. En el mateix lloc, durant el regnat de Carles I es feien pagar peatges als vaixells que hi passaven, per obtenir diners per al manteniment del pont.

### Aiguamolls i erms

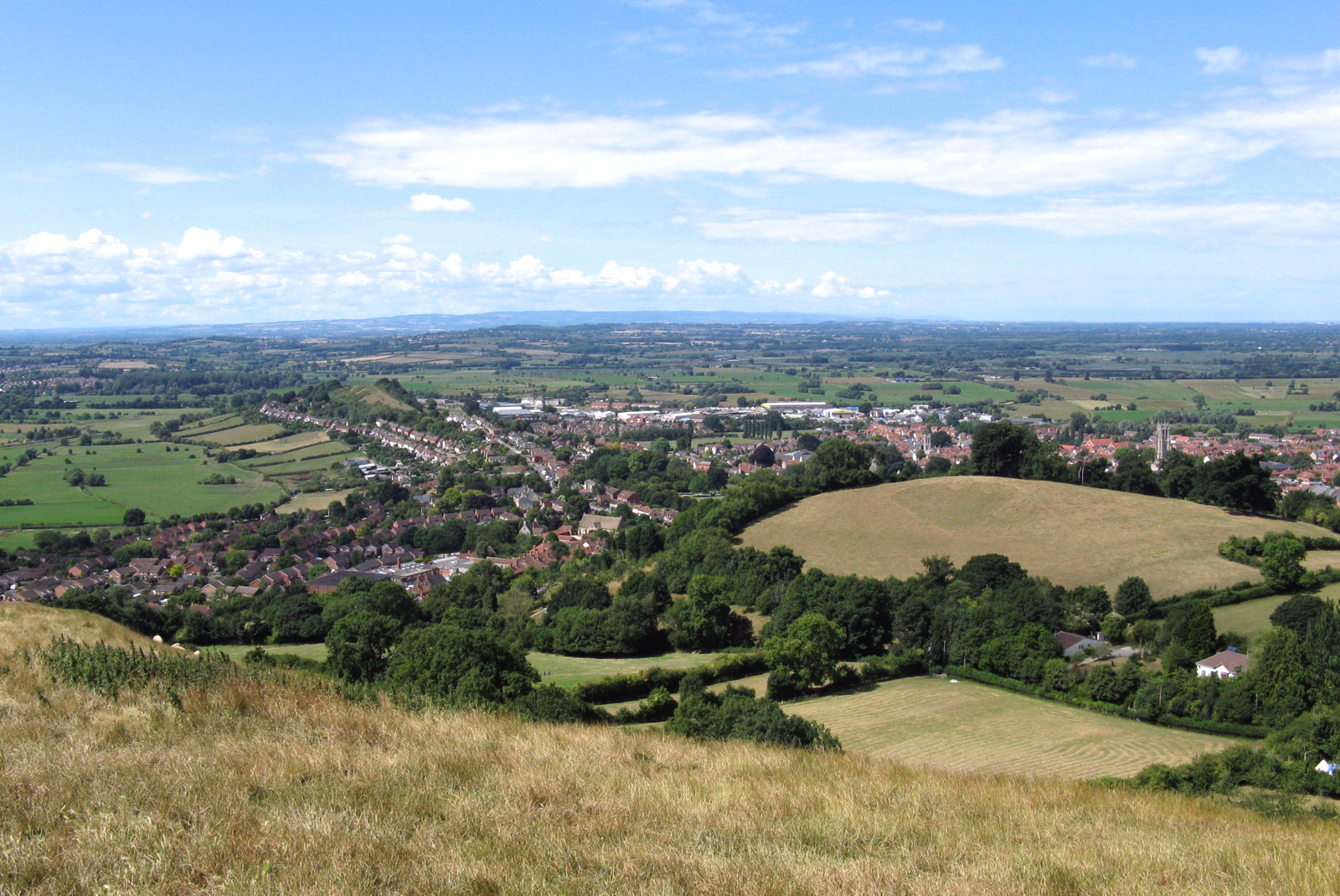
La ciutat de Glastonbury amb els Somerset Levels al fons.

La zona d'aiguamolls i erms de Somerset (o Somerset Levels and Moors) és un espai poc poblat del centre del comtat, entre les cadenes de turons dels Quantock i els Mendips. Consisteixen en terres d'argila marina que formen aiguamolls a prop de la costa i, en l'interior, formen erms amb torberes. Una cadena de pujols, els Polden Hills, divideixen els Levels en dues parts; les terres del sud estan drenades pel riu Parrett mentre que les del nord pels rius Axe i Brue. En total ocupen una extensió de 647,5 km² i, a grans trets correspon al districte de Sedgemoor més el sud-oest del districte de Mendip. Aproximadament el 70% de l'àrea és terra de pastures i el 30% restant són terres de conreu.
Una franja a l'interior, d'uns 32 km, és terra plana gairebé al mateix nivell que el mar. Abans que fos drenada, una gran part de la terra estava sota aigua salabrosa durant l'hivern i era un maresme a l'estiu. La preocupació pel drenatge va començar en l'època romana i el sistema de canals es va restaurar diverses vegades: pels anglosaxons, en l'edat mitjana promogut per l'abadia de Glastonbury, durant el període 1400–1770, i durant la segona guerra mundial quan es va construir el Huntspill.

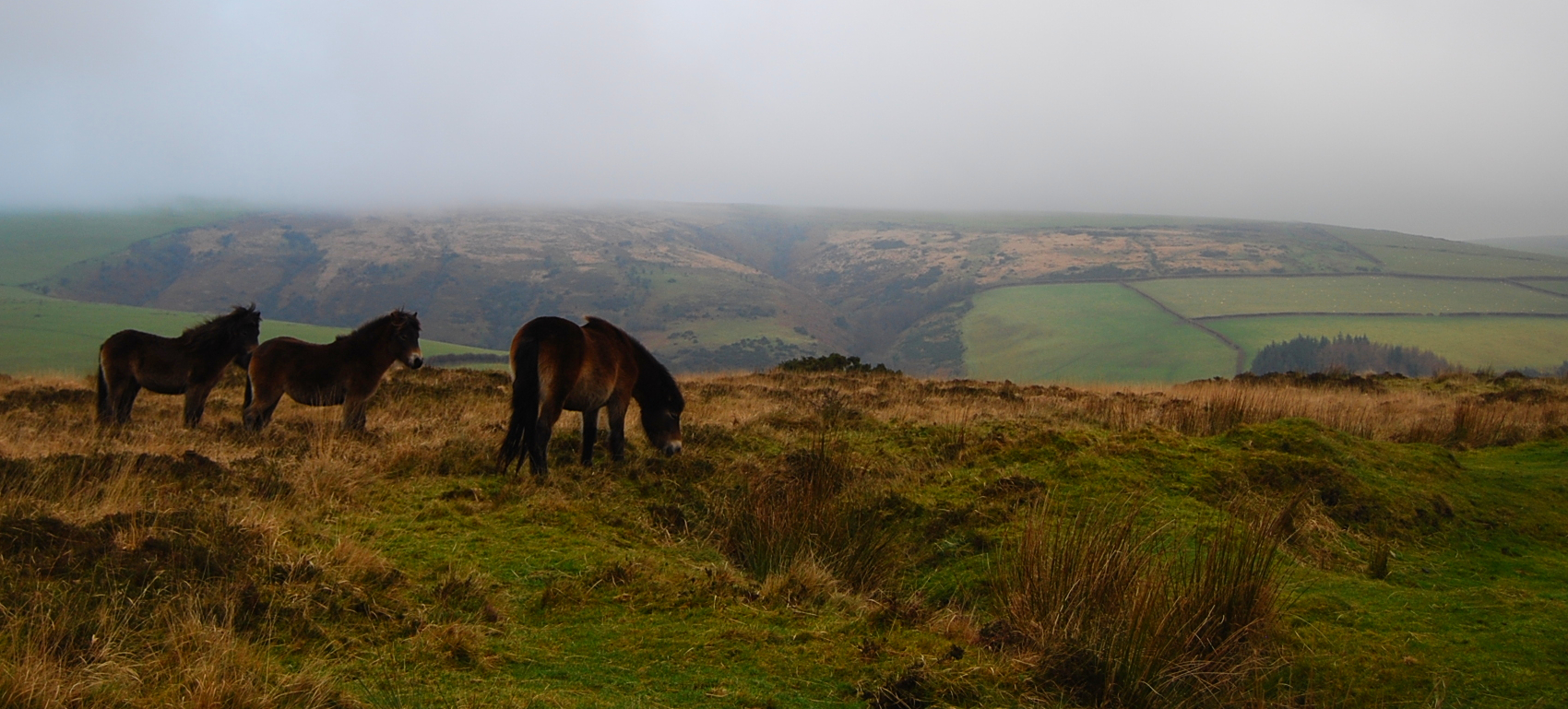
Ponis pasturant a Exmoor.

La conca dels aiguamolls del nord (North Somerset Levels), situats més amunt dels Mendips, abasta una petita àrea costanera en la rodalia de la desembocadura de l'Avon i el Severn.
A la banda oest del comtat, en direcció a Devon, hi ha un parc natural anomenat Exmoor, consistent en erms de pedra sorrenca que es van formar en el Devonià, que té aquesta designació des del 1954.
El punt més elevat de Somerset és un turó anomenat Dunkery Beacon, dins del parc d'Exmoor, que fa 519 m d'alçada.

### Litoral

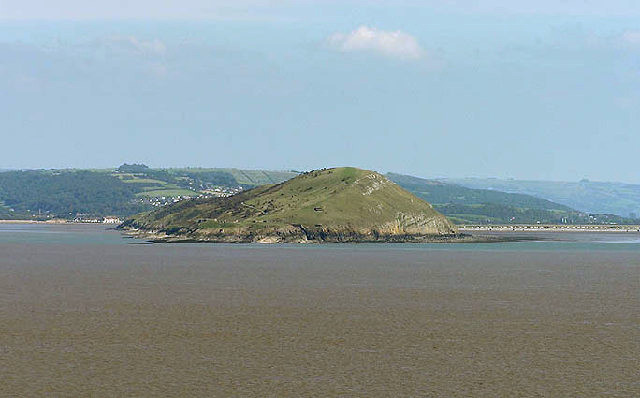
El promontori de Brean Down.

Una part del litoral entre el canal de Bristol i l'estuari del Severn, de 64 km, és la frontera nord de Somerset.
El canal de Bristol és el segon lloc al món on el contrast entre la marea alta i la baixa té una gran oscil·lació. A Burnham-on-Sea, per exemple, aquesta oscil·lació fa més de 12 metres.
S'han presentat propostes per construir una presa que faci de contenció de les marees i alhora serveixi per generar electricitat. L'illa de Steep Holm està dins d'aquest canal.

## Poblacions

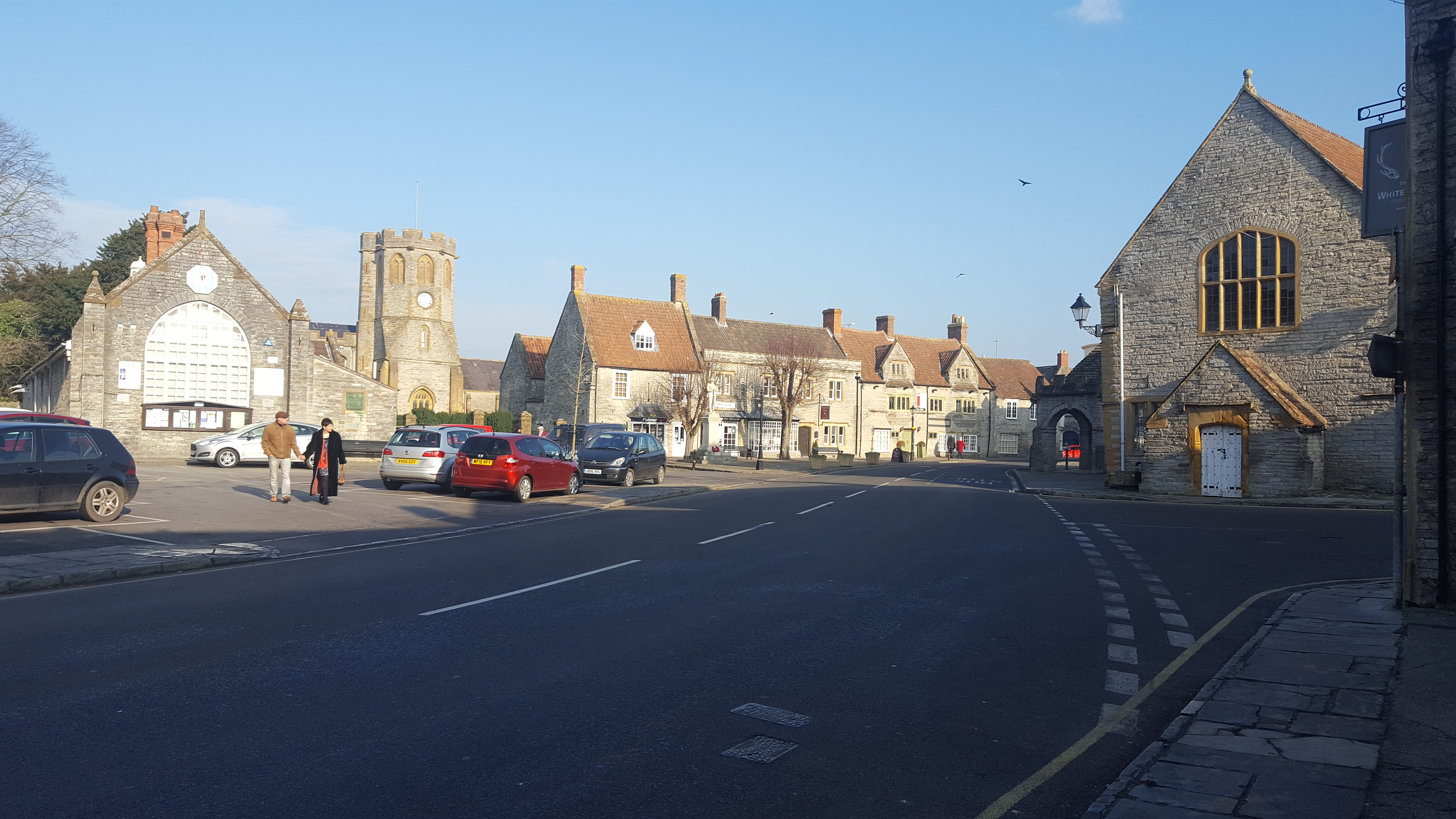
Somerton

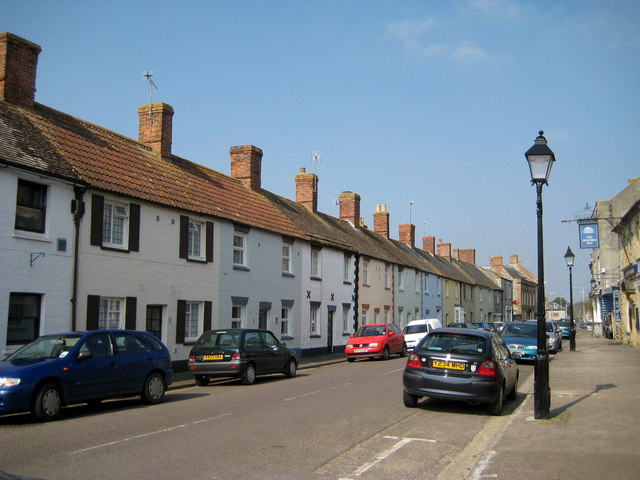
Ilchester

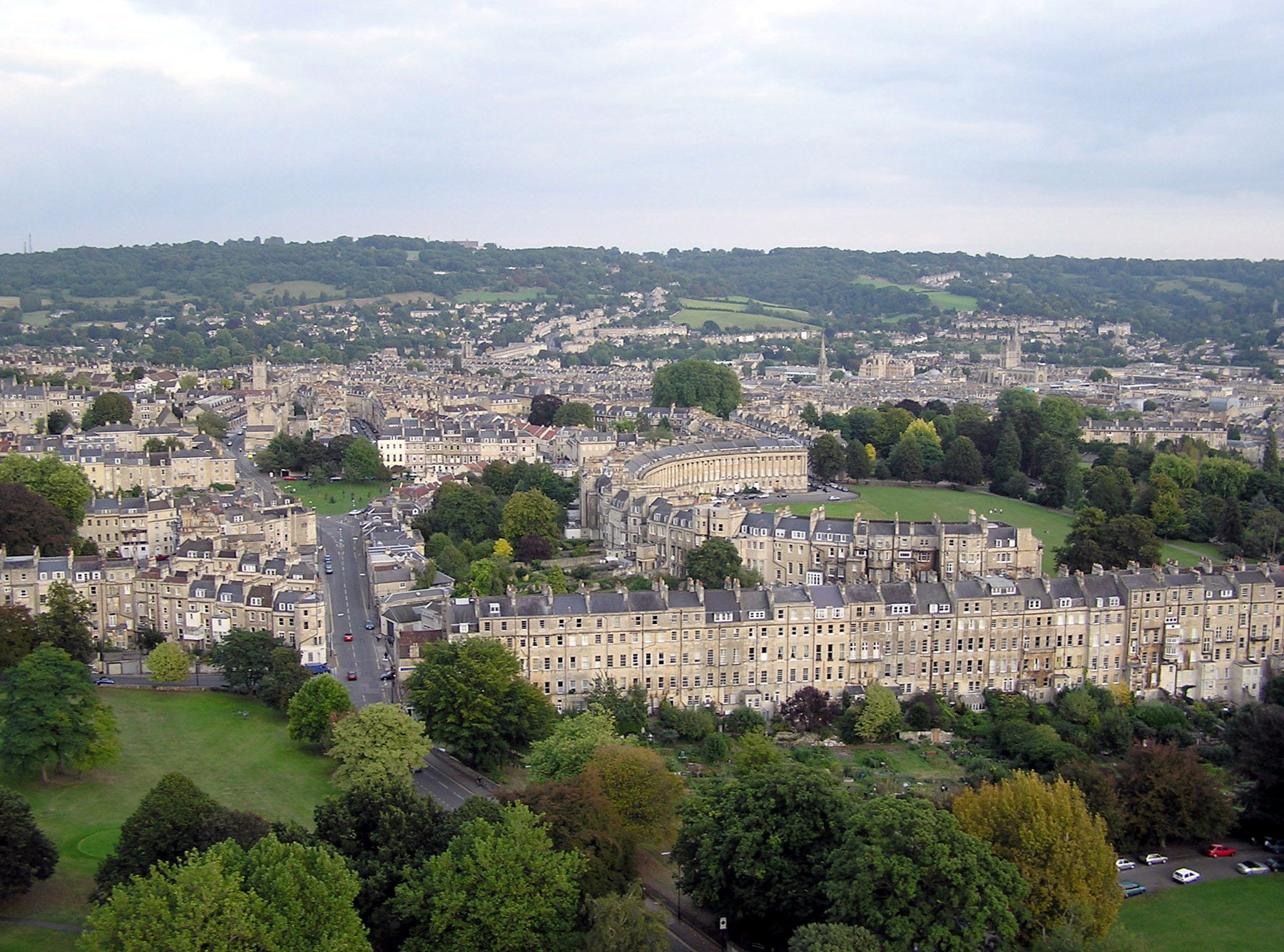
Bath

Somerton va substituir Ilchester com a capital del comtat al segle xiii, però va perdre hegemonia i l'estatus de capital va tornar a canviar de ciutat, a Taunton, vers l'any 1366. Somerset té dues poblacions amb categoria de city, que són Bath i Wells, i 30 poblacions amb la categoria de town, entre les quals està Taunton. Moltes poblacions es van desenvolupar per la seva importància estratègica que li donaven les característiques geogràfiques, com ara: punts per on creuar un riu o una vall, i el resguard dels turons; exemple d'això són: Axbridge, que està en un gual de l'Axe, Castle Cary a la vora del riu Cary, North Petherton del riu Parrett, i Ilminster, per travessar el riu Isle. Midsomer Norton lies està als marges del riu Somer; mentre que Radstock és un punt estratègic de la ruta anomenada Fosse Way, a la vora d'un rierol, el Wellow Brook. Chard és la població més al sud de Somerset i també la més alta, ja que està a 121 msnm.
La següent llista són les poblacions amb més habitants segons el cens del 2011:
- Bath (94.782 hab)
- Weston-super-Mare (83.641 hab)
- Taunton (60.479 hab)
- Yeovil (45.784 hab)
- Bridgwter (41.276 hab)
- Frome (26.203 hab)

## Economia

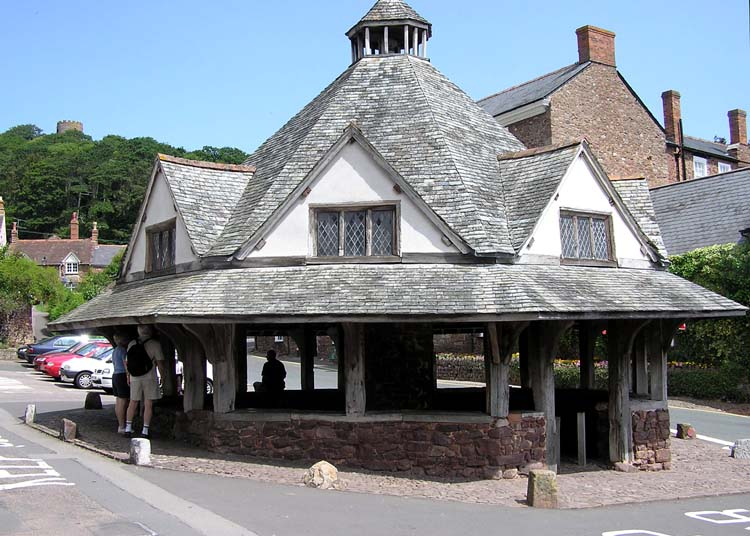
Mercat de Yarn, construït el 1609 per al comerç de la llana local.

Somerset té pocs centres industrials, però els que hi ha a la tecnologia. la pagesia és el sector tradicional mentre que el turisme és el sector més creixent. L'índex d'atur és del 2,5%, inferior al de la mitjana nacional; els sectors que ofereixen més llocs de treball són: les botigues, les manufactures, el turisme, la salut i l'assistència social. El creixement de la població és superior al de la mitjana nacional.
Somerset és un important subministrador d'equipament i tecnologia per a la defensa. A començaments de la segona guerra mundial es va crear la Royal Ordnance Factory a Bridgwater, per a fer explosius, i va tancar el juliol del 2008. Una altra empresa d'alta tecnologia és Gooch and Housego (òptica), situada a Ilminster. Hi ha oficines del ministeri de defensa a Bath, a Norton Fitzwarren està la base del Commando 40 Royal Marines, a Yeovilton hi ha una base d'helicòptes, una de les més actives del Regne Unit, la Royal Naval Air Station. Hi ha aproximadament 1.675 militars i 2.000 civils treballant en la base de Yeovilton.

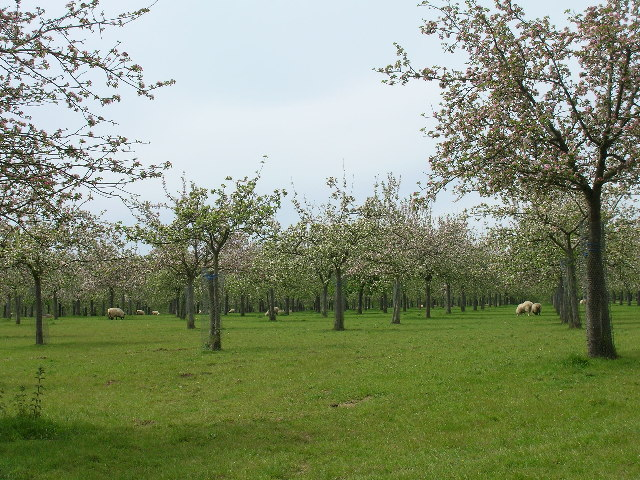
Camp de pomeres a Over Stratton.

La indústria alimentària i de begudes dona feina a unes 15.000 persones. Gerber Products Company, amb seu a Bridgwater, és l'empresa fabricant de sucs de fruita més gran d'Europa, creadora de les marques "Sunny Delight" i "Ocean Spray." Les granges de productes làctics com la Ilchester Cheese Company i la Yeo Valley Organic, fan alguns productes amb denominació d'origen protegida com el formatge Cheddar. El conreu de pomeres per a fer sidra té molta tradició al comtat. Una altra indústria tradicional és la manufactura d'articles fets amb vímet trenat, com ara cistells. Actualment no és tan important com en el passat però encara es fa en la zona dels Somerset Levels, on hi ha un museu explicatiu, el Willows and Wetlands Visitor Centre. L'antiguitat d'aquesta artesania data de l'edat del ferro: es van trobar uns fragments de cistell d'aquella època a prop de Glastonbury Lake Village. La invenció de les bosses de plàstic i les capses de cartró, ha anat desplaçant aquesta manufactura des de la dècada del 1950. Els Somerset Levels és actualment l'únic lloc del Regne Unit on els salzes s'aprofiten comercialment per fer cistells.
Algunes poblacions del comtat, com Castle Cary i Frome van prosperar en l'edat mitjana amb la indústria de la llana. Street és una població que es va especialitzar en la producció de sabatilles de llana i més tard va fer botes i sabates, però les fàbriques van anar desapareixent quan els propietaris les van traslladar a la Xina i a altres països d'Àsia.
A Somerset l'extracció de pedra per a la construcció és un altre recurs econòmic important. La pedrera de Doulting ha subministrat pedra de cairat per la construcció de la catedral de Wells. El turisme Tourism és un sector creixent, el 2001 s'estima que va proporcionar treball a 23.000 persones. Els principals atractius turístics són les poblacions costaneres, el parc nacional d'Exmoor, el ferrocarril de West Somerset (catalogat com a patrimoni històric), i el museu de l'exèrcit de l'aire a Yeovilton. La ciutat de Glastonbury és també molt visitada per les llegendes que s'expliquen en relació amb Josep d'Arimatea i el sant Greal; altres llegendes sobre el rei Artús identifiquen el castell de Cadbury (una fortificació de l'edat del ferro) amb Camelot.